# Pale (Bosnien und Herzegowina)
Pale (serbisch-kyrillisch Пале) ist ein Ort im Osten von Bosnien und Herzegowina, etwa 20 Kilometer östlich von Sarajevo in der Region Romanija. Heute ist es Teil der Stadt Istočno Sarajevo. Es handelt sich hierbei um eine nach dem Bosnienkrieg geschaffene und seitdem deutlich ausgebaute Stadt in der Republika Srpska, einer der beiden Entitäten von Bosnien und Herzegowina.
In Pale befinden sich ein Standort der Universität Istočno Sarajevo sowie die Mariä-Entschlafens-Kirche.

## Geschichte

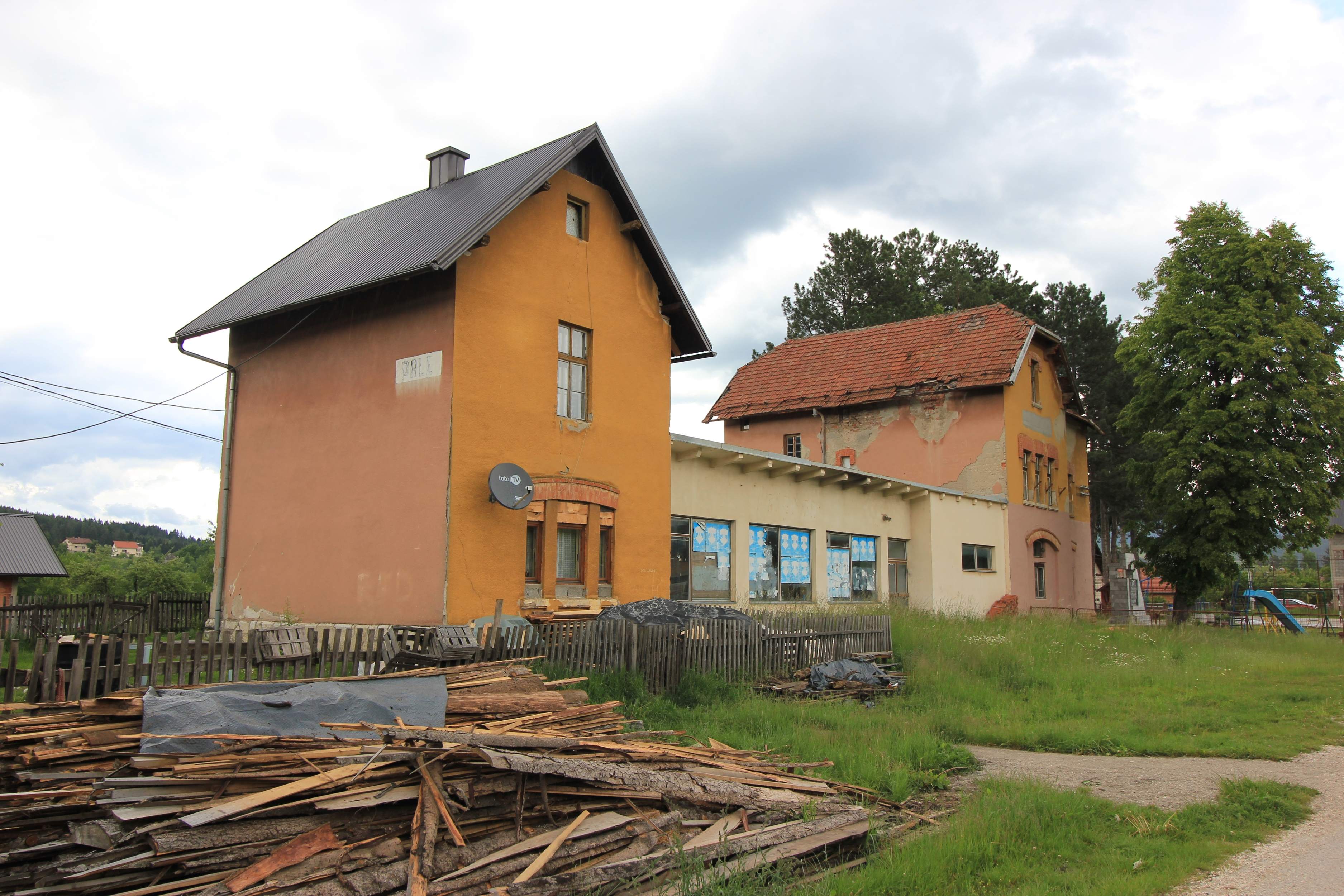
Ehemaliger Bahnhof von Pale (2018)

1904 erhielt Pale einen Bahnhof an der neu errichteten Bosnischen Ostbahn, die von Sarajevo nach Višegrad führte. Dieser befand sich westlich des eigentlichen Ortes. 1974 wurde der Zugverkehr eingestellt; der Streckenteil von Pale in südöstliche Richtung inklusive des Tunnels bei Stambolčić wurde zur Straße umgebaut.
Während des Bosnienkrieges fungierte Pale als Hauptstadt der Republika Srpska, bis diese nach Banja Luka verlegt wurde. Von Pale aus wurde die Beschießung und Belagerung Sarajevos organisiert. In dieser Zeit wurde auch mit dem grundlegenden Ausbau des Ortes begonnen, der jedoch nach 1996 weitgehend zum Erliegen kam. Noch heute gilt es als Hochburg serbischer Nationalisten.
Nach dem Krieg wurde ein kleiner Teil der Gemeinde der Föderation Bosnien und Herzegowina angegliedert (die heutige Gemeinde Pale-Prača), während Pale selbst bei der Republika Srpska blieb.

## Bevölkerung

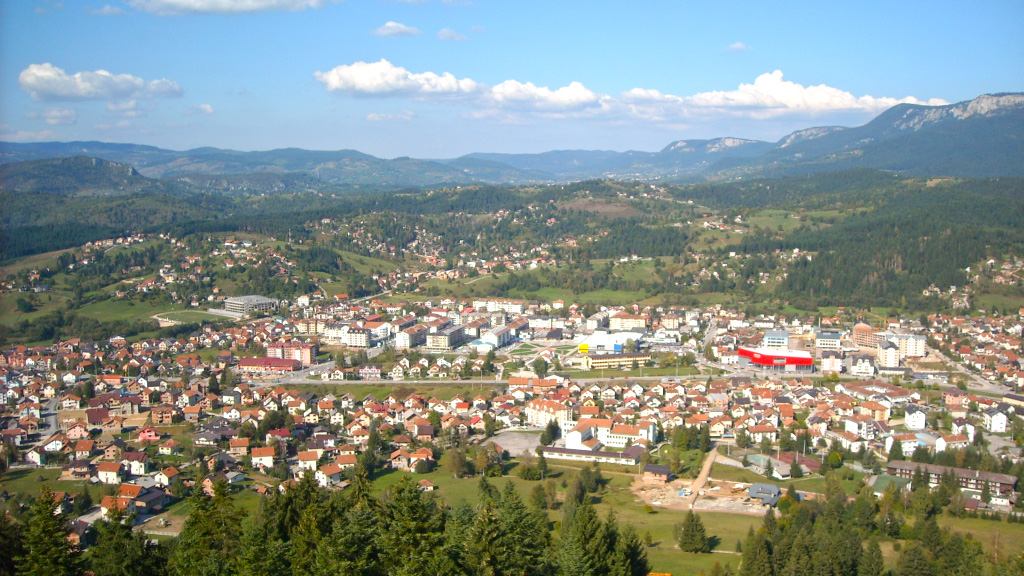
Blick auf Pale

Im Jahre 1991 hatte die Gemeinde Pale 16.355 Einwohner; davon bezeichneten sich 69 % als Serben, 27 % als Bosniaken und 4 % als Angehörige anderer Volksgruppen. Auf den Ort Pale selbst entfielen 7384 Einwohner, davon 70,5 % Serben und 22 % Bosniaken.
Von den 69 kleineren Orten im Gemeindegebiet hatten 50 eine serbische und 19 eine bosniakische Bevölkerungsmehrheit. Darunter waren nur wenige Orte mit gemischter Bevölkerung. Eine Ausnahme bildete der Ort Prača (50,5 % Serben; 49 % Bosniaken), der von den Kriegseinwirkungen schwer betroffen wurde und heute Hauptort der Gemeinde Pale-Prača in der Föderation BiH ist.
Die Einwohnerzahl der Gemeinde stieg bis 2005 auf circa 30.000 an, liegt jedoch heute wieder bei knapp über 22.000.

## Sehenswert
- Tropfsteinhöhle Orlovača

## Sport
Etwas südlich von Pale befindet sich das bekannte Skigebiet Jahorina, einer der wichtigsten Veranstaltungsorte der Olympischen Winterspiele 1984. 2017 fand hier die erste osttimoresische Alpine Skimeisterschaft statt.